# Tuckerton
Tuckerton è un comune (borough) degli Stati Uniti d'America nella contea di Ocean, nello Stato del New Jersey. È situato nella parte più meridionale del bacino salato di Little Egg Harbor.
Deve il suo nome ad Ebenezer Tucker che dopo aver combattuto nella Guerra d'indipendenza americana sotto George Washington, fu giudice e deputato degli Stati Uniti. A lui si deve l'inizio dell'attività cantieristica di Tuckerton, nota fino al 1789 con il nome di Clamtown, contribuendo alla creazione di quello che fu, nella prima metà dell'Ottocento, il terzo porto d'ingresso nel paese, dopo New York e Filadelfia.